# Wouter Weylandt
Wouter Weylandt (27. september 1984 i Gent i Belgien – 9. maj 2011 i Mezzanego i Italien) var en belgisk professionel landevejsrytter, som i 2004-2010 kørte for ProTour-holdet Quick Step og i 2011 skiftede til Leopard Trek.
Weylandt døde efter et styrt 20 kilometer før mål på 3. etape af Giro d'Italia 2011. Hans hold Leopard-Trek valgte 2 dage efter styrtet at trække sig ud af løbet.
Wouter Weylands kæreste var gravid ved hans død.